# Scaphotettix viridis
Scaphotettix viridis är en insektsart som beskrevs av Matsumura 1914. Scaphotettix viridis ingår i släktet Scaphotettix och familjen dvärgstritar. Inga underarter finns listade i Catalogue of Life.